# Geschichte des Journalismus

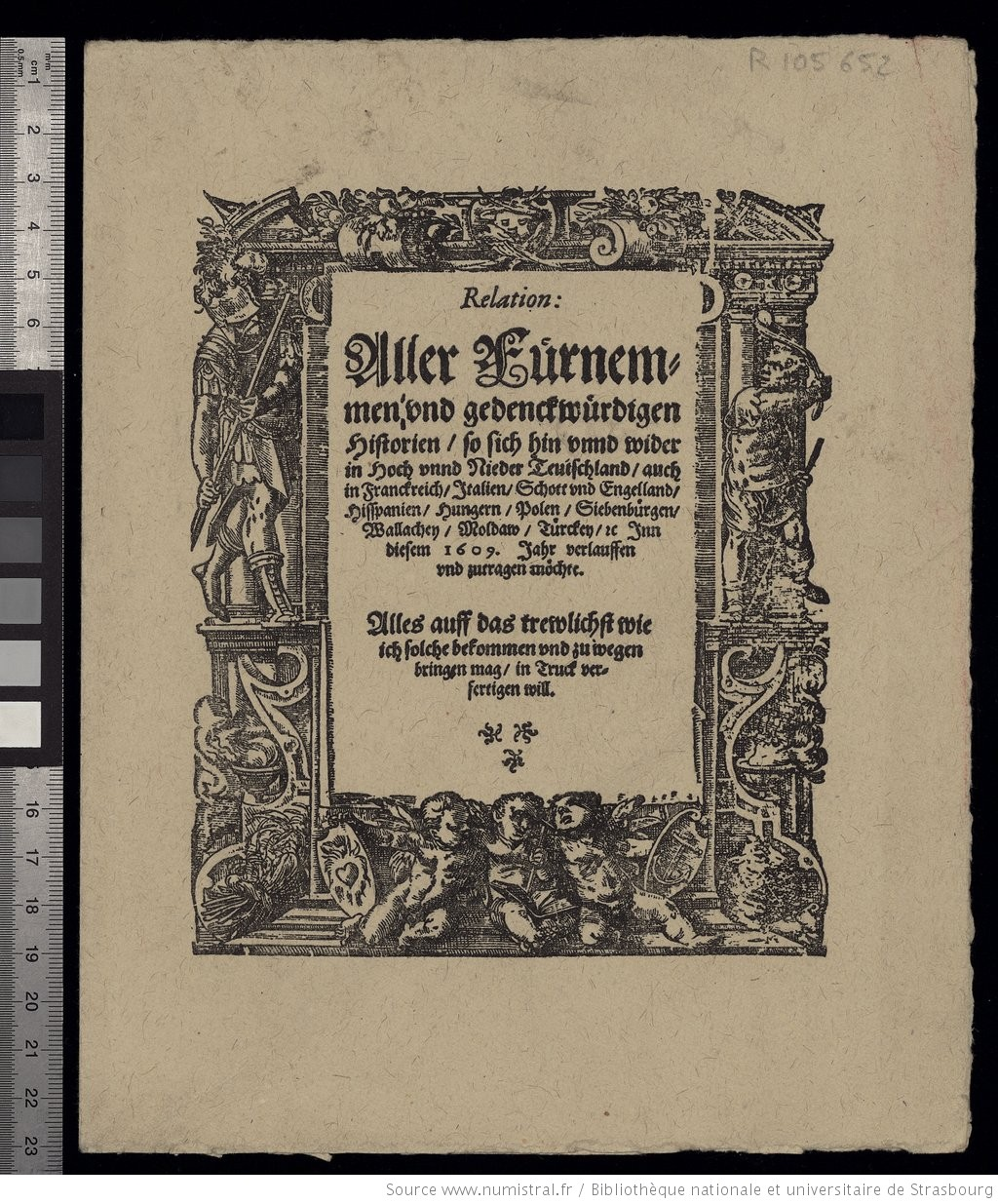
Titelblatt der Relation von Johann Carolus (1609), der ersten Zeitung der Welt

Der Journalismus hat sich im Laufe seiner mehr als 2000 Jahre währenden Geschichte jeweils der neuesten Technologien bedient. Meilensteine waren die Erfindung des Buchdrucks in der Renaissance, die Entwicklung der Informationsübertragung im 19. Jahrhundert durch die Telegrafie sowie die Erfindungen des Hörfunks (um 1920) und des Fernsehens (um 1950). Anfang der 90er Jahre kam der Online-Journalismus im Internet dazu.

## Die Anfänge
Die Ursprünge des Journalismus finden sich im Römischen Reich, in dem ab dem 1. Jahrhundert v. Chr. das täglich erscheinende Informationsblatt Acta Diurna herausgegeben wurde. Die Redakteure dieses ersten grafischen Mediums wurden diurnarii genannt. Zur selben Zeit erschien mit dem Commentarius Rerum Novarum die erste Wochenzeitung, die bereits ein ähnliches Themenspektrum wie heutige Zeitungen – eine Mischung aus offiziellen Informationen, Nachrichten und Unterhaltung – aufwies und die etwa 300 professionelle Schreiber erstellten.
Im Mittelalter verbreitete man, noch vor der Erfindung des Buchdrucks, wirtschaftliche Informationen an den Handelsplätzen (insbesondere auf Häfen) auf Flugblättern. Sie wurden in Italien avvisi und in deutschsprachigen Ländern Zeitung genannt. 
Der Buchdruck beschleunigte die Herstellung derartiger Informationsblätter, der Durchbruch des Journalismus ließ dennoch weitere Jahrhunderte auf sich warten, was vor allem an der damals noch langsamen Informationsübertragung auf dem Land- und Seeweg lag. Dieses Problem konnte erst im 19. Jahrhundert befriedigend gelöst werden.

## Der Beginn des modernen Journalismus
Der Straßburger Zeitungsverleger Johann Carolus ließ sich von Korrespondenten aus Städten entlang bedeutender Postrouten – wie Köln, Wien, Prag, Venedig und Rom – wöchentlich die neuesten Nachrichten (damals „Avisen“ genannt) schicken. Anfangs kopierte er die Nachrichten mit eigener Hand und schickte sie an zahlungskräftige Interessenten, die diesen Service abonniert hatten.
Zu den Abonnenten von Johann Carolus gehörten vor allem reiche Kaufleute, die ihre Waren ins Ausland exportierten und erfahren wollten, was in Europa geschah. 1604 erwarb Carolus von einem Straßburger Drucker drei Pressen und stellte diese in seiner Wohnung auf. In jener Druckerei setzte er wahrscheinlich 1605 die erste gedruckte Ausgabe seiner Nachrichtenblätter.
1631 gab der Franzose Théophraste Renaudot die erste Zeitung im modernen Sinne, La Gazette heraus und meldete ein Patent auf diese Art der Informationsverbreitung an. Renaudot gilt als Visionär des modernen Journalismus und als Erfinder der meisten journalistischen Darstellungsformen wie Kommentar oder Bericht, die noch heute in den Printmedien verwendet werden. Ab Anfang des 18. Jahrhunderts wurden auch in den USA die ersten Zeitungen herausgegeben, die sich noch an die gebildete Elite richteten.
Ende des 18., Anfang des 19. Jahrhunderts konnten in der Drucktechnologie entscheidende Durchbrüche erzielt werden, die Printmedien deutlich billiger machten. Zur gleichen Zeit konkretisierte sich das Berufsbild des Journalisten.
Zu dieser Zeit war die Berichterstattung in den meisten Medien noch sehr meinungsgefärbt. 1835 wurde mit dem New York Herald die erste Zeitung gegründet, die versuchte, objektiv und realistisch aktuelle Informationen zu liefern. Dieser informative Journalismus fand zwar rasch Nachahmer, zur dominanten Erscheinungsform wurde er jedoch erst nach 1900. Ebenfalls im Jahr 1835 wurde mit Havas die erste Presseagentur gegründet.

## Beginn der Massenmedien
Mitte des 19. Jahrhunderts entstanden die ersten Massenmedien in den USA. Einen großen Einfluss auf diese Entwicklung hatten die Fortschritte in der Bildung, die auch der gehobenen Mittelklasse das Erlernen von Lesen und Schreiben ermöglichte und sie damit zu Kunden für die Zeitungen machte. Aber auch die Fortschritte in der Technologie – die Automatisierung des Druckens sowie die Optimierung der Informationsübertragung durch Telegraph und Telefon – trugen zum Erfolg der Presse bei, da sie das Herstellen eines Mediums immer billiger machten.
In dieselbe Zeit fallen wichtige ökonomische Fortschritte, wie das gezielte Platzieren von Werbung in den Zeitungen.
In der zweiten Hälfte des Jahrhunderts hatte sich der Journalismus endgültig als Machtmittel in der gesellschaftlichen Meinung etabliert. Er wurde deshalb Objekt von Versuchen, Interessen aller Art – insbesondere politischer und wirtschaftlicher Natur – zu verbreiten. Diese Versuche dauern bis heute an und sind einer der Hauptkritikpunkte, die an den Journalismus gerichtet werden.

## Aufkommen des Rundfunks
Ende des 19. Jahrhunderts wurde die Technologie der bewegten Bilder entwickelt. Sie wurde nach der Erfindung des Tonfilms in den 20er-Jahren zu informativen Zwecken eingesetzt, besonders zu wöchentlichen Nachrichtenüberblicken (Wochenschauen).
Einen größeren Einfluss hatte jedoch zunächst das Aufkommen des Hörfunks in den 20er-Jahren. Dieses neue Medium veränderte die Art zu schreiben rasant, da das Radio in Echtzeit über aktuelle Ereignisse berichten konnte und zudem mittels Musik Zugang zu den Emotionen der Hörer hatte. Es entstanden neue Unterkategorien des Berufs des Journalismus, wie der Kommentator und der Moderator, sowie neue Darstellungsformen.
Um gegen das Radio bestehen zu können, verlagerten sich die Journalisten in den Printmedien auf das Analysieren und Kommentieren der Nachrichten. In den USA entstand bereits kurz nach dem Ersten Weltkrieg der sogenannte interpretative Journalismus in speziellen Zeitschriften, die newsmagazines genannt wurden. Wichtig war nun nicht mehr, eine Nachricht zu übermitteln, sondern, sie in ihren Kontext zu stellen und dem Leser begreiflicher zu machen. Besonders nach der Weltwirtschaftskrise 1929 wurden solche Hintergrundinformationen immer wichtiger, da viele ökonomisch interessierte Menschen sich über die Ursachen dieser Krise informieren wollten. Um 1950 hatte der interpretative Journalismus die dominante Rolle unter den Ausprägungsformen in seiner Disziplin errungen.
Mit dem Fernsehen konnten ab Ende der 40er-Jahre die Informationen live mitsamt Bildern übertragen werden. Die Nutzer hatten nun die Möglichkeit, einem Ereignis praktisch aus der Ferne beizuwohnen. Es hatte einen großen Einfluss auf den politischen Journalismus, da sich die Politiker nun live bei Interviews und Talkrunden zeigen konnten, wodurch die Berichterstattung und damit auch deren Aufnahme durch die Bevölkerung personenbezogener wurde.
Diese neuen Medien sorgten für eine Spezialisierung innerhalb des Berufes. Während Fernsehen und Radio zum Ort für informativen Journalismus wurden, auch weil lange Analysen und Kommentare dort störend sind, spezialisierten sich die Printmedien auf die Nischen des interpretativen und des Meinungsjournalismus. Die Art, die Texte zu schreiben, wurde für jedes Medium anders. Beispielsweise kommt es im Hörfunk vor allem auf eine kurze und knappe, aber vollständige Sprache an, während Printmedien längere und vollständigere Abhandlungen ermöglichen, weil der Konsument hier entscheiden kann, was er wann liest. Wenn der Rezipient im Text "hängenbleibt", kann er ihn auch mehrmals lesen. Einen Radiobeitrag dagegen muss er auf Anhieb verstehen. Im Fernsehen ist es wichtig, dass sich Bild und Text ergänzen. Sein Charakter als kombiniertes Text-, Ton- und Bildmedium gab dem Journalismus besonders kreative Gestaltungsmöglichkeiten, um Zugang zu der Aufmerksamkeit des Zuschauers zu erhalten. In Dokumentarfilmen etwa verzahnt sich der interpretative Journalismus mit der Kunst: Musik und visuelle Effekte werden eingesetzt, um die Informationen zu unterstreichen und so eine passende Stimmung zu erzeugen.
Der Meinungsjournalismus erlebte zur selben Zeit einen neuen Aufschwung mit Aufkommen des Boulevardjournalismus, der mit sensationsgieriger, teils erfundener Berichterstattung die Interessen der Massen zu befriedigen suchte. Bekanntestes Beispiel im deutschsprachigen Raum ist die Bild-Zeitung. 
Ab den 50er-Jahren erlebte die Form des investigativen Journalismus seine Blütezeit. Hierbei handelte es sich um gezielte Recherchen der Medien zu speziellen, insbesondere politischen Themen, die der Öffentlichkeit bisher verborgen geblieben waren. Die Journalisten konnten so mehrere Skandale aufdecken. Der bekannteste Fall war die sogenannte Watergate-Affäre Anfang der 70er-Jahre, die zum Rücktritt des damaligen Präsidenten der USA, Richard Nixon, führte.
In den 80er-Jahren erschien als neueste Darstellungsform des interpretativen Journalismus in den Printmedien und im Fernsehen die Informationsgrafik, die Text und Bild kombinierte und somit komplizierte Sachverhalte verständlich machen konnte. Dies ging einher mit einer immer größeren Bedeutung der Bilder in den Printmedien, die dadurch ihre Erscheinung attraktiver machen konnten. So wurde um 1990 die Einbindung von Farbbildern und vielfältigen Design-Elementen in den wichtigen Zeitungen zum Standard.

## Journalismus heute
Heute befindet sich der Journalismus in einer weiteren Umbruchphase. Das Aufkommen des Online-Journalismus in den 1990er-Jahren sorgte für eine Revolution innerhalb der Disziplin. Diese neue Ausprägungsform konnte die Vorteile der Printmedien mit denen des Hörfunks und des Fernsehens kombinieren. Einerseits kann in Echtzeit über aktuelle Ereignisse berichtet werden, andererseits können wegen des nahezu unbegrenzten Speicherplatzes große Textmengen veröffentlicht und archiviert werden. Mehr und mehr werden multimediale Informationen eingebunden, etwa Videos oder Tondokumente. Aus dem Online-Journalismus stammt auch die Erfindung des User-Generated-Content.
Die Grenzen zwischen professionellem Journalismus und der Aktivität von Amateuren verschwimmen auf den ersten Blick. Viele Online-Medien – und auch die Internetpräsenzen der traditionellen Medien – binden etwa Weblogs oder Wiki-Elemente in ihre Angebote ein, andere lassen ihre Texte von den Lesern kommentieren oder besitzen Diskussionsforen. Content wird in großem Umfang von den Lesern selbst verfasst. Dabei sind Laienreporter bei etablierten Medien von Bürgerjournalisten mit ihren eigenen Medienformaten zu unterscheiden.
Mit dem Aufkommen des User-Generated-Content kam es zu einer Renaissance des Meinungsjournalismus, da jeder Internet-Nutzer per Website oder Blog zu beliebigen Themen ohne besondere Kosten Stellung nehmen konnte. In vielen Online-Magazinen findet man eine Mischung aus Meinungsjournalismus und interpretativem Journalismus, da es bei solchen Publikationen verführerisch ist, die eigene Sicht der Dinge darzustellen. Diese Entwicklung wird von Verfechtern des Journalismus als Hort der objektiven Berichterstattung mit Sorge beobachtet. Befürchtet wird eine Polemisierung im Journalismus (s. auch Gonzo-Journalismus), während die Recherche und das Darstellen verschiedener Standpunkte nebeneinander in den Hintergrund zu rücken droht.
Die Vielfalt von Angeboten hat den Nachteil, dass die Information insgesamt unübersichtlicher und die Aufmerksamkeit oft auf Banalitäten gelenkt wird. Das Aufkommen des Online-Journalismus führt zu einer steigenden "Informatisierung" der Gesellschaft. Gleichzeitig nimmt die Kommunikation in der Gesellschaft zu. 
Siegfried Weischenberg: "Der professionelle Journalismus ist auf dem absteigenden Ast. Schlimmer noch: Er verliert im Prozess der digitalen Revolution seine Identität und ist durch Selbstkommerzialisierung auf dem besten Wege, sich selbst abzuschaffen."